# Hotline
Hotline é um documentário de 2014, escrito e dirigido por Tony Shaff. O filme explora as conexões intensas que são feitas entre estranhos por telefone e explora essas conversas anônimas que as pessoas muitas vezes hesitam em ter com as pessoas mais próximas a elas. O filme é estrelado por Miss Cleo, Jeff Ragsdale, Jamie Blaine e Tonya Jone Miller.
O filme foi exibido pela primeira vez em Toronto no Hot Docs em abril de 2014, onde foi uma seleção oficial e audiência e favorito do júri. Em 9 de agosto de 2014, Hotline ganhou o Prêmio de Melhor Documentário de Longa-Metragem no Festival Internacional de Cinema de Rhode Island. Em 9 de maio de 2014, o Festival de Cinema de Brooklyn anunciou que Hotline havia sido selecionado para inclusão em seu prestigiado line-up de filmes.

## Sinopse
Hotline explora linhas telefônicas em todo o Estados Unidos. Entre os perfis de Brad Becker da Hotline GLBT, Youree Dell Harris (também conhecido como Miss Cleo, anteriormente da Psychic Readers Network), e da Linha de Trabalho Doméstico em Nashville. Além disso, os voluntários telefônicos do Projeto Anti-Violência são perfilados, assim como Alan Ross dos Samaritanos em Nova Iorque, o conselheiro de crise Jamie Blaine de Nashville, o Pastor Brent Furlong dos Ministérios Go Time na Pensilvânia e Tonya Jone Miller da Bay City. Sex-line de blues em Portland, Oregon. Outro trabalhador sexual por telefone conhecido apenas como Gypsy é visto, assim como Jeff Ragsdale, o nome homônimo Jeff, da linha telefônica One Lonely Guy, de Nova Iorque.

## Produção
Shaff, produtor e diretor de reality shows, filmou o filme em vários locais nos Estados Unidos. Ele usou o sítio de financiamento coletivo Kickstarter para financiar o projeto.

## Lançamento e distribuição
Hotline foi exibido no IFC Center em 17 de novembro de 2014 como parte do festival DOC NYC. Gravitas Ventures lançou o filme em alguns cinemas e no iTunes e VOD em 18 de novembro de 2014.

## Prêmios
Em 9 de agosto de 2014, Hotline ganhou o Prêmio de Melhor Documentário de Longa-Metragem no Festival Internacional de Cinema de Rhode Island.